# Knöringen (Adelsgeschlecht)

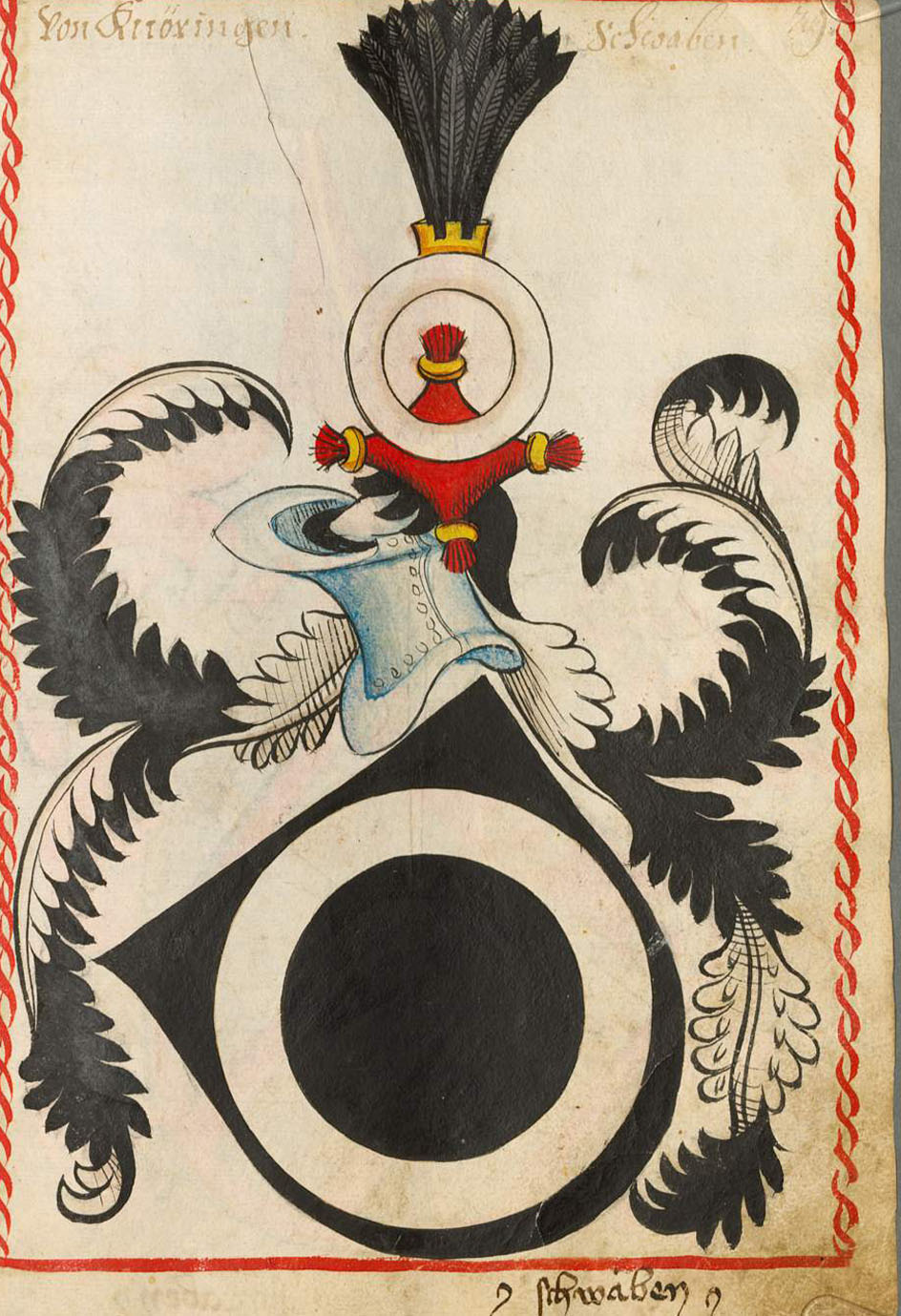
Wappen des Geschlechts Knöringen aus dem Scheiblerschen Wappenbuch

Knöringen (auch Knoeringen) ist der Name eines alten, ursprünglich schwäbischen Adelsgeschlechts. Oberknöringen, der Stammsitz der Familie, ist heute ein Ortsteil der Stadt Burgau an der Mindel im schwäbischen Landkreis Günzburg. Aus dem Geschlecht sind bedeutende Angehörige hervorgegangen, die sowohl in weltlichen als auch in geistlichen Ämtern zu großem Einfluss gelangten.

## Geschichte

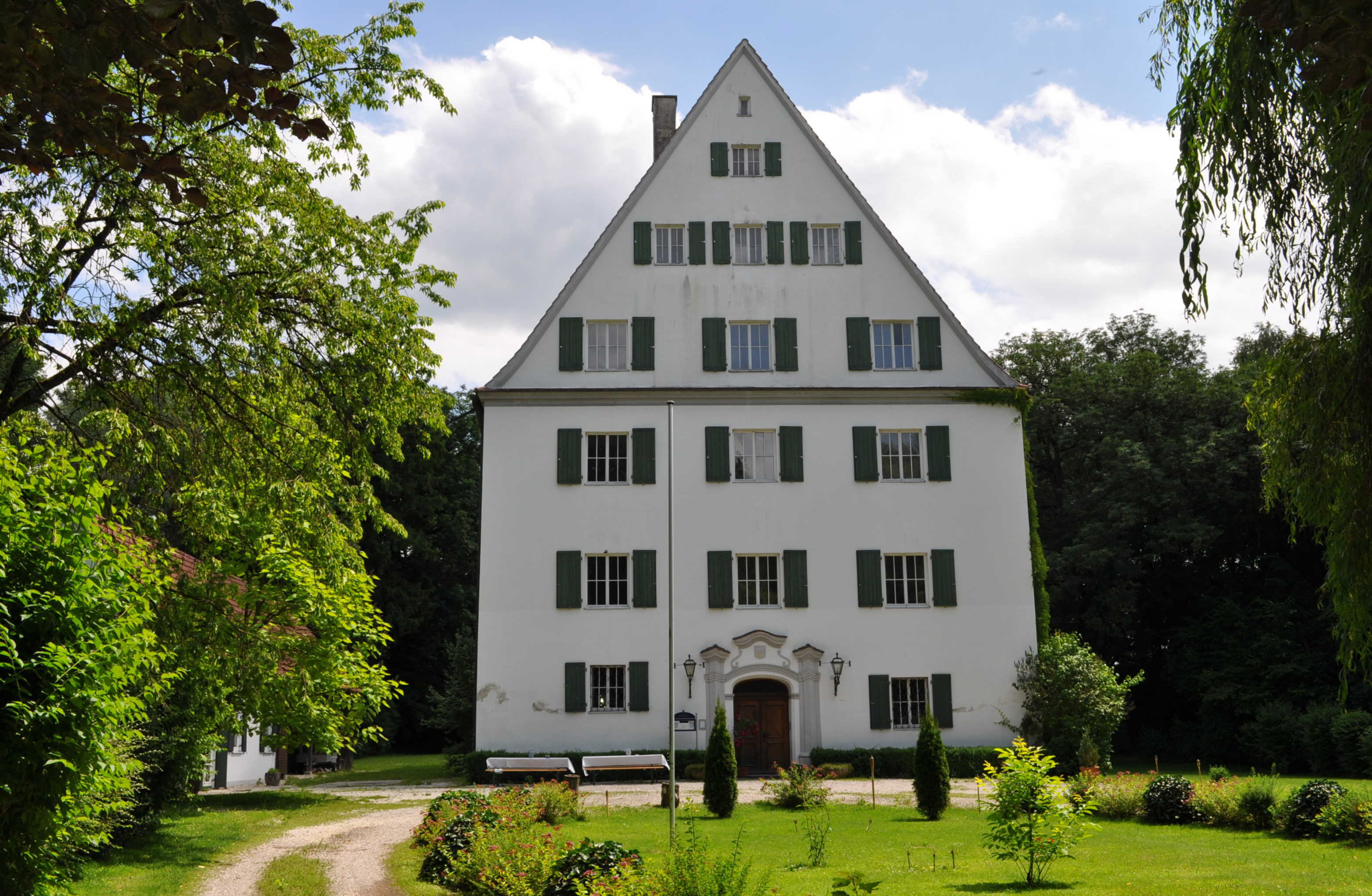
Schloss Unterknöringen, bis in das 15. Jahrhundert Stammsitz

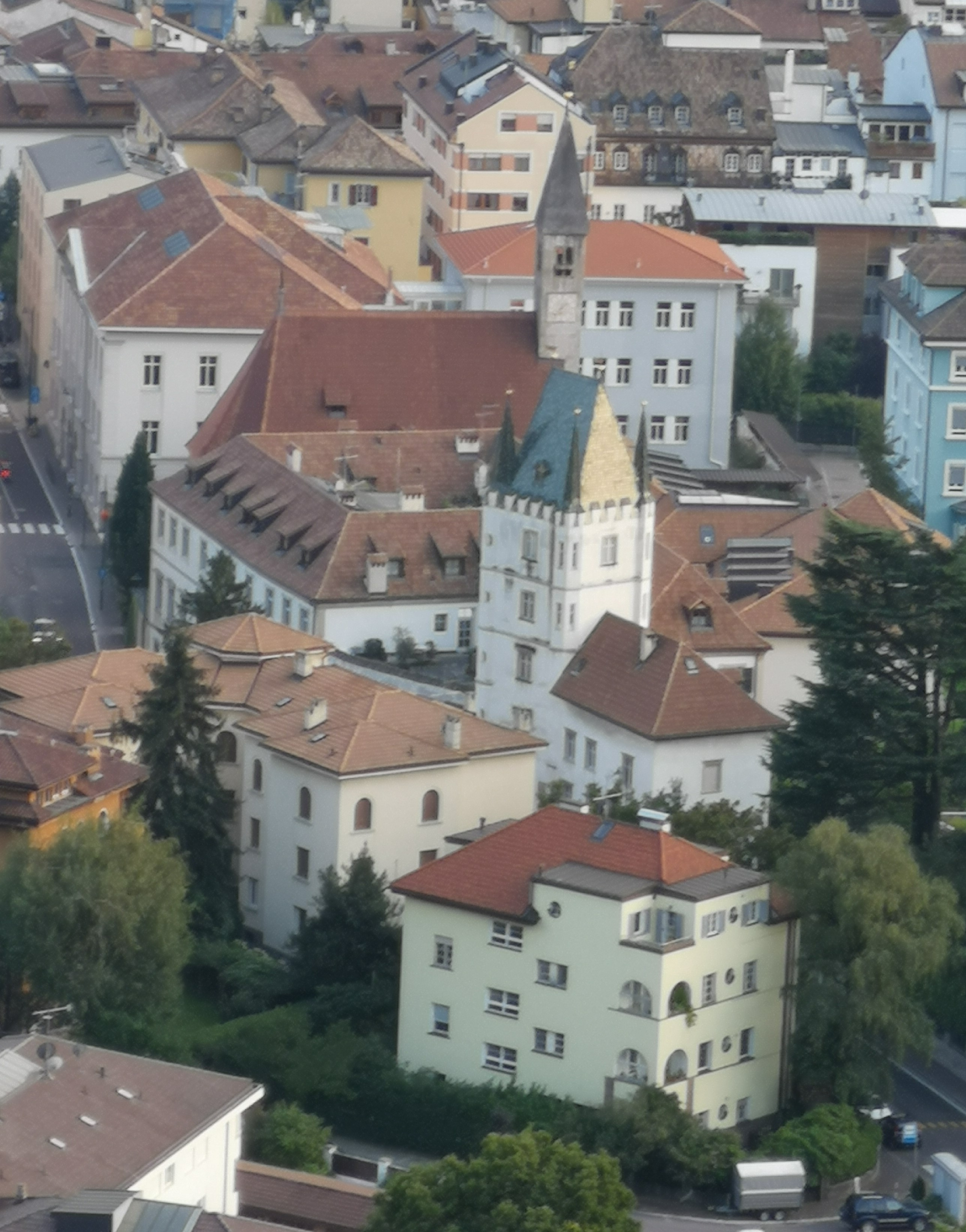
Der Knöringen-Turm in Bozen

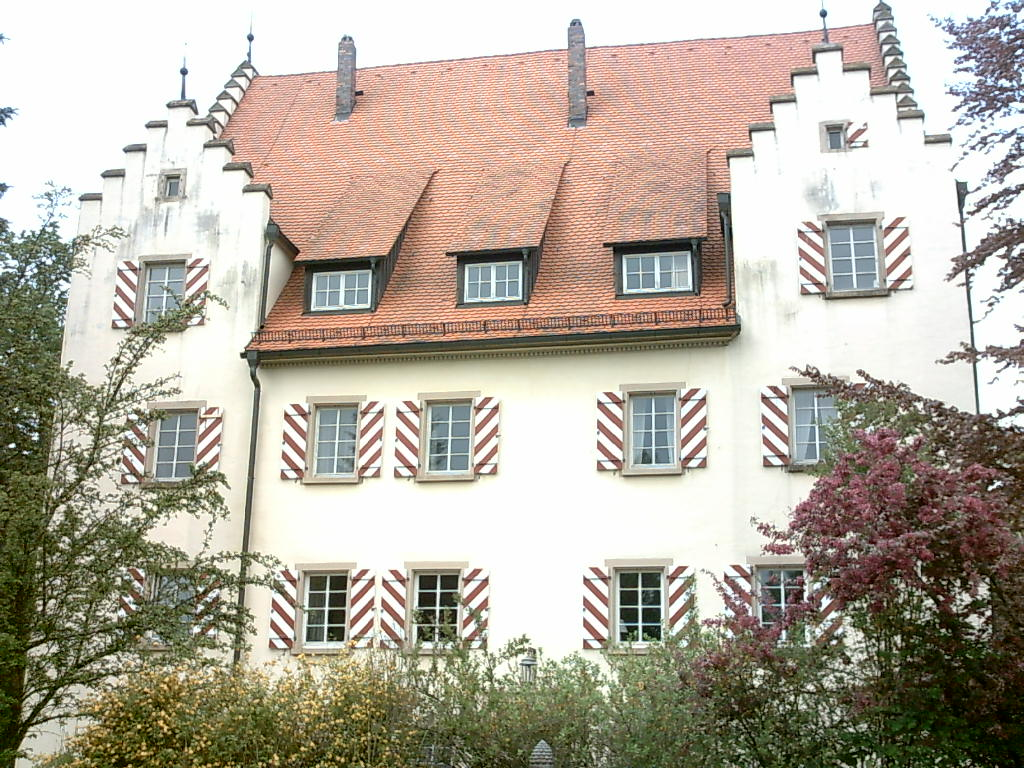
Schloss Wildenstein bis 1662 einer der Stammsitze der Familie

Das Geschlecht erscheint erstmals im Jahre 1197 urkundlich mit Timeo von Knöringen als bischöflich augsburgischem Ministerialen. Die ununterbrochene Stammreihe beginnt mit Konrad von Knöringen, der 1268 Knöringen und Jettingen besaß. Angehörige der Familie waren Ministeriale der Markgrafen von Burgau. Hans von Knöringen wurde Landvogt in der Markgrafschaft. Später wurden die Herren von Knöringen Dienstmannen und Gefolgsleute der Pröpste von Ellwangen, der Bischöfe von Augsburg und der Pröpste von Wettenhausen. 
1508 ließ Heinrich von Knöringen, Bozener Balleimeister der Deutschordensballei An der Etsch und im Gebirge, den sog. Knöringenturm an der örtlichen Deutschordensniederlassung errichten.
Der Name Knöringen geht auf den Stammsitz der Familie in Unterknöringen zurück. Die Familie war bis in das 15. Jahrhundert im Ort ansässig. Eglof von Knöringen († 1408) war Dompropst von Speyer und Protonotar König Ruprechts I. Für seine treuen Dienste besserte ihm der König mit Datum vom 24. Mai 1404 sein Familienwappen dahingehend auf, dass über dem weißen Ring der Helmzier ein aus einer goldenen Krone herauswachsender, schwarzer Federbusch hinzugefügt werden durfte. 
Während des Bauernkrieges wurde ein späterer Eglof von Knöringen zum Feldhauptmann der freien Reichsstadt Augsburg ernannt und Wilhelm von Knöringen war 1531 bis 1534 Hauptmann des Schwäbischen Bundes. Johann Eglof von Knöringen war von 1573 bis 1575 und Heinrich von Knöringen von 1599 bis 1646 Bischof von Augsburg. Markus von Knöringen war der letzte Abt von Kloster Reichenau, der 1540 dessen Unabhängigkeit dem Bischof von Konstanz preisgab. 
Wegen der 1545 erworbenen Herrschaft Kreßberg mit Lustenau (heute Marktlustenau, Ortsteil von Kreßberg), waren die Herren von Knöringen bis 1805 bzw. 1806 Mitglied der Reichsritterschaft im Ritterkanton Altmühl des fränkischen Ritterkreises. Von 1605 bis 1662 waren sie auch wegen des Besitzes von Wildenstein mit Schloss Wildenstein im Ritterkanton Kocher des schwäbischen Ritterkreises immatrikuliert. 1750 ging der Familienbesitz verloren. Von 1638 bis 1769 waren die Knöringen Ortsherren von Binswangen, das darauf an das Fürststift Kempten fiel. Durch ein Diplom aus dem Jahre 1669 wurden sie in den Freiherrenstand erhoben und 1874 im Königreich Bayern bei der Freiherrenklasse der Adelsmatrikel eingetragen.

## Wappen

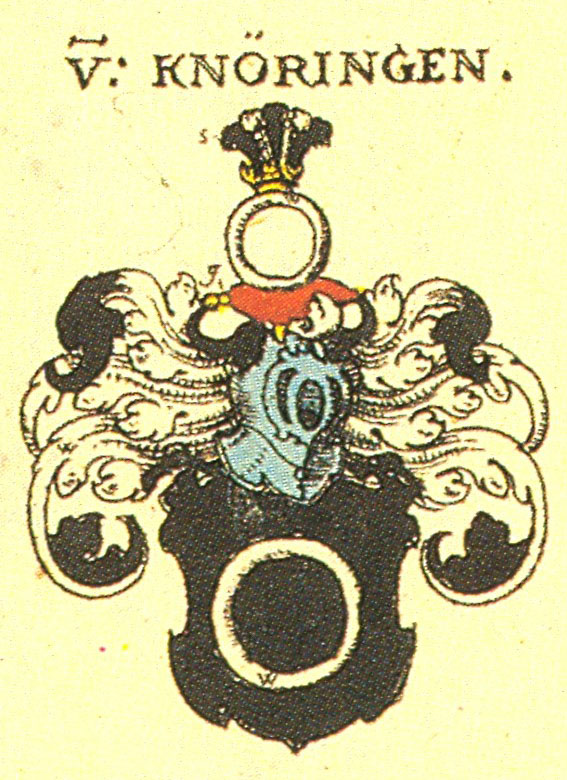
Wappen aus Siebmachers Wappenbuch

### Stammwappen
Das Stammwappen zeigt in Schwarz einen silbernen Ring. Auf dem Helm mit schwarz-silbernen Decken der Ring auf einem roten Kissen.
Bereits im Jahr 1361 taucht das Wappen der Herren von v. Knöringen in einer Urkunde auf, das Original dieser Urkunde wird im Archivio di Stato di Mantova aufbewahrt. Ungewöhnlich und wohl einzigartig an der großformatigen Urkunde ist, dass sie nicht nur mit den Siegeln, sondern auch mit farbig ausgeführten Wappen der Ritter versehen ist, so wie sie sie im Krieg führten. Einer der dort bezeichneten Ritter war Heinrich von Knöringen.
Das Wappen zeigt seit 1404 in der Helmzier den Ring mit einer goldenen Krone, die mit drei schwarzen Straußenfedern besteckt ist.

### Orts- und Gemeindewappen
Elemente aus dem Familienwappen derer von Knöringen erscheinen noch heute in einigen bayerischen Orts- und Gemeindewappen.

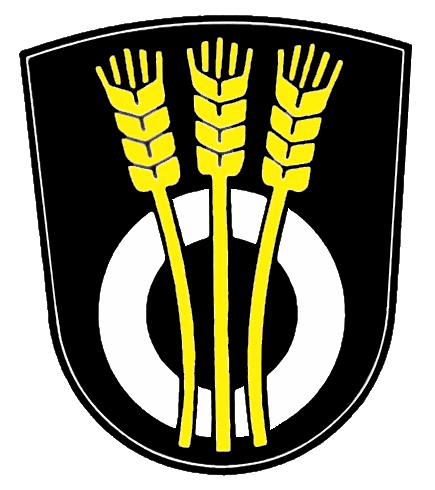
Ehemaliges Gemeindewappen von Unterknöringen
Wappen der Gemeinde Westendorf
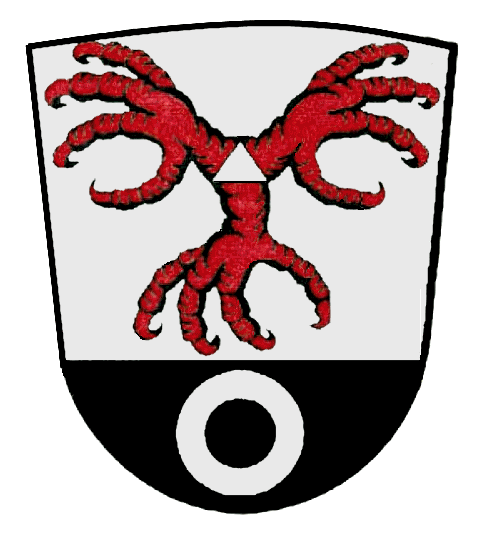
Wappen der ehemals selbständigen Gemeinde Scheppach
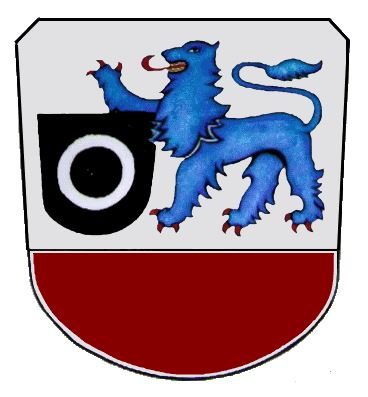
Wappen von Freihalden
Wappen der Gemeinde Allensbach

Das Wappen der Gemeinde Allensbach im Landkreis Konstanz ist seit 1512 belegt und könnte auf eine Verleihung durch den Reichenauer Abt Markus von Knöringen als damaligem Ortsherrn zurückgehen; damit wäre der goldene Ring eine Variante des Knöringer Ringes.

## Namensträger

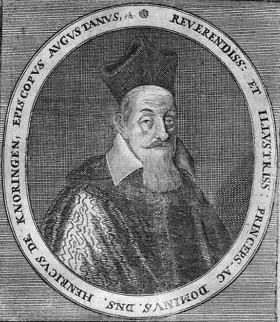
Heinrich V. von Knöringen

- Eglof von Knöringen († 1408), Domherr in Augsburg, Dompropst von Speyer und Protonotar König Ruprecht I.
- Heinrich V. von Knöringen (* 1570; † 1646), Bischof von Augsburg 1599 bis 1646
- Johann Eglof von Knöringen (* 1537; † 1575), Bischof von Augsburg 1573 bis 1575
- Margaretha von Westernach, geborene von Knöringen († 1553), Erbauerin von Schloss Bächingen
- Markus von Knöringen, Abt des Klosters Reichenau (1508 bis 1516 und 1523 bis 1540)
- Waldemar Freiherr von Knoeringen (* 1906; † 1971), deutscher Politiker (SPD)
- Friedrich Ludwig Wilhelm von Knöringen (* 1688; † 1757), Oberamtmann im Oberamt Tannenburg 1710–1756
- Karl Joseph Eustachius von Knöringen (* 1723; † 1797), Oberamtmann im Oberamt Tannenburg 1756–1797
- Philipp Anton von Knöringen (* 1762; † 1817), Oberamtmann im Oberamt Tannenburg 1797–1803